# Choinka strachu
Choinka strachu – polski film obyczajowy z 1982 roku w reżyserii Tomasza Lengrena.

## Opis fabuły
Sierpień 1980 r. Na Wybrzeżu wybuchają strajki. Znany pisarz nie potrafi się zdecydować, czy stanąć po stronie opozycjonistów, czy też czekać na rozwój wypadków. Kilka miesięcy później spotyka agenta SB, który w latach 50. śledził jego poczynania jako literata. Wspominają czasy stalinowskie.

## Obsada
- Zbigniew Zapasiewicz jako pisarz
- Iwona Słoczyńska jako żona pisarza
- Stanisław Manturzewski jako SB-ek
- Witold Starecki
- Janusz Błaszczyk
- Marek Cieślik
- Tadeusz Głowiński
- Piotr Mikucki
- Andrzej Mularczyk
- Jerzy Naukowicz

i inni